# Natação nos Jogos Paralímpicos de Verão de 2016
As competições de natação nos Jogos Paralímpicos de Verão de 2016 serão disputadas entre 8 e 17 de setembro no Estádio Aquático Olímpico, no Rio de Janeiro, Brasil. Os atletas que disputarão a natação possuem deficiência visual, intelectual ou física.

## Qualificação
Os países tiveram um determinado número de vagas segundo o desempenho no Campeonato Mundial de Natação da IPC de 2015.
| Comitê              | Vagas |
| ------------------- | ----- |
| UKR Ucrânia         | 26    |
| RUS Rússia          | 25    |
| CHN China           | 12    |
| GBR Grã-Bretanha    | 11    |
| USA Estados Unidos  | 9     |
| AUS Austrália       | 7     |
| BRA Brasil          | 7     |
| NED Países Baixos   | 7     |
| ESP Espanha         | 7     |
| ITA Itália          | 5     |
| NZL Nova Zelândia   | 5     |
| JPN Japão           | 4     |
| CAN Canadá          | 3     |
| GER Alemanha        | 3     |
| MEX México          | 3     |
| AZE Azerbaijão      | 2     |
| BLR Bielorrússia    | 2     |
| COL Colômbia        | 2     |
| FRA França          | 2     |
| NOR Noruega         | 2     |
| KOR Coreia do Sul   | 2     |
| SWE Suécia          | 2     |
| CYP Chipre          | 1     |
| CZE República Checa | 1     |
| THA Tailândia       | 1     |
| GRE Grécia          | 1     |
| ISL Islândia        | 1     |
| IRI Irã             | 1     |
| POL Polônia         | 1     |
| RSA África do Sul   | 1     |
| VIE Vietnã          | 1     |
| Total               | 157   |

## Eventos
| Classificação → Evento ↓ | Deficiência física | Deficiência física | Deficiência física | Deficiência física | Deficiência física | Deficiência física | Deficiência física | Deficiência física | Deficiência física | Deficiência física | Deficiência visual | Deficiência visual | Deficiência visual | DI          |
| ------------------------ | ------------------ | ------------------ | ------------------ | ------------------ | ------------------ | ------------------ | ------------------ | ------------------ | ------------------ | ------------------ | ------------------ | ------------------ | ------------------ | ----------- |
| Classificação → Evento ↓ | S1                 | S2                 | S3                 | S4                 | S5                 | S6                 | S7                 | S8                 | S9                 | S10                | S11                | S12                | S13                | S14         |
| Classificação → Evento ↓ | SB1                | SB2                | SB3                | SB4                | SB5                | SB6                | SB7                | SB8                | SB9                | SB10               | SB11               | SB12               | SB13               | SB14        |
| Classificação → Evento ↓ | SM1                | SM2                | SM3                | SM4                | SM5                | SM6                | SM7                | SM8                | SM9                | SM10               | SM11               | SM12               | SM13               | SM14        |
|                          | Livres             |                    |                    |                    |                    |                    |                    |                    |                    |                    |                    |                    |                    |             |
| 50 metros livres         |                    |                    | ●                  | ● - o              | ● - o              | ● - o              | ● - o              | ● - o              | ● - o              | ● - o              | ● - o              | ● - o              | ● - o              |             |
| 100 metros livres        |                    |                    | ●                  | ● - o              | ● - o              | ● - o              | ● - o              | ● - o              | ● - o              | ● - o              | ● - o              | ● - o              | ● - o              |             |
| 200 metros livres        |                    | ●                  | ●                  | ●                  | ● - o              |                    |                    |                    |                    |                    |                    |                    |                    | ● - o       |
| 400 metros livres        |                    |                    |                    |                    |                    | ● - o              | ● - o              | ● - o              | ● - o              | ● - o              | ● - o              |                    | ● - o              |             |
|                          | Costas             |                    |                    |                    |                    |                    |                    |                    |                    |                    |                    |                    |                    |             |
| 50 metros de costas      | ●                  | ● - o              | ● - o              | ● - o              | ● - o              |                    |                    |                    |                    |                    |                    |                    |                    |             |
| 100 metros de costas     | ●                  | ● - o              |                    |                    |                    | ● - o              | ● - o              | ● - o              | ● - o              | ● - o              | ● - o              | ● - o              | ● - o              | ● - o       |
|                          | Borboleta          |                    |                    |                    |                    |                    |                    |                    |                    |                    |                    |                    |                    |             |
| 50 metros borboleta      |                    |                    |                    |                    | ● - o              | ● - o              | ● - o              |                    |                    |                    |                    |                    |                    |             |
| 100 metros borboleta     |                    |                    |                    |                    |                    |                    |                    | ● - o              | ● - o              | ● - o              | ●                  |                    | ● - o              |             |
|                          | Peito              |                    |                    |                    |                    |                    |                    |                    |                    |                    |                    |                    |                    |             |
| 50 metros de peito       |                    | ●                  | ● - o              |                    |                    |                    |                    |                    |                    |                    |                    |                    |                    |             |
| 100 metros de peito      |                    |                    |                    | ● - o              | ● - o              | ● - o              | ● - o              | ● - o              | ● - o              |                    | ● - o              | ●                  | ● - o              | ● - o       |
|                          | Medley             |                    |                    |                    |                    |                    |                    |                    |                    |                    |                    |                    |                    |             |
| 150 metros medley        |                    |                    | ●                  | ● - o              |                    |                    |                    |                    |                    |                    |                    |                    |                    |             |
| 200 metros medley        |                    |                    |                    |                    | o                  | ● - o              | ● - o              | ● - o              | ● - o              | ● - o              | ● - o              |                    | ● - o              | ● - o       |
|                          | Revezamento        |                    |                    |                    |                    |                    |                    |                    |                    |                    |                    |                    |                    |             |
| 4x100 m livres           | ●●●● - oooo        | ●●●● - oooo        | ●●●● - oooo        | ●●●● - oooo        | ●●●● - oooo        | ●●●● - oooo        | ●●●● - oooo        | ●●●● - oooo        | ●●●● - oooo        | ●●●● - oooo        | ●●●● - oooo        | ●●●● - oooo        | ●●●● - oooo        | ●●●● - oooo |
| 4x100 m medley           | ●●●● - oooo        | ●●●● - oooo        | ●●●● - oooo        | ●●●● - oooo        | ●●●● - oooo        | ●●●● - oooo        | ●●●● - oooo        | ●●●● - oooo        | ●●●● - oooo        | ●●●● - oooo        | ●●●● - oooo        | ●●●● - oooo        | ●●●● - oooo        | ●●●● - oooo |
| 4x50 m livres            | ●o●o               | ●o●o               | ●o●o               | ●o●o               | ●o●o               | ●o●o               | ●o●o               | ●o●o               | ●o●o               | ●o●o               | ●o●o               | ●o●o               | ●o●o               | ●o●o        |

Legenda:
- ●o●o : Eventos mistos

## Medalhistas

### Quadro de medalhas
País sede destacado
| Ordem | País                | Medalha de ouro | Medalha de prata | Medalha de bronze |     |
| ----- | ------------------- | --------------- | ---------------- | ----------------- | --- |
| 1     | CHN China           | 23              | 21               | 15                | 59  |
| 2     | UKR Ucrânia         | 13              | 11               | 13                | 37  |
| 3     | USA Estados Unidos  | 11              | 9                | 6                 | 26  |
| 4     | GBR Grã-Bretanha    | 9               | 7                | 9                 | 25  |
| 5     | NZL Nova Zelândia   | 5               | 2                | 1                 | 8   |
| 6     | AUS Austrália       | 4               | 7                | 8                 | 19  |
| 7     | BLR Bielorrússia    | 4               |                  | 1                 | 5   |
| 8     | KOR Coreia do Sul   | 3               | 1                |                   | 4   |
| 9     | NED Países Baixos   | 2               | 6                | 7                 | 15  |
| 10    | BRA Brasil          | 2               | 5                | 5                 | 12  |
| 11    | UZB Uzbequistão     | 2               | 3                | 4                 | 9   |
| 12    | ITA Itália          | 2               | 3                | 2                 | 7   |
| 13    | CAN Canadá          | 2               | 1                |                   | 3   |
| 14    | ESP Espanha         | 1               | 2                | 1                 | 4   |
| 15    | COL Colômbia        | 1               | 1                | 2                 | 4   |
|       | SWE Suécia          | 1               | 1                | 2                 | 4   |
| 17    | HKG Hong Kong       | 1               |                  |                   | 1   |
|       | KAZ Cazaquistão     | 1               |                  |                   | 1   |
|       | RSA África do Sul   | 1               |                  |                   | 1   |
|       | SIN Singapura       | 1               |                  |                   | 1   |
| 21    | HUN Hungria         |                 | 2                | 1                 | 3   |
| 22    | JPN Japão           |                 | 1                | 3                 | 4   |
| 23    | POL Polônia         |                 | 1                | 1                 | 2   |
|       | NOR Noruega         |                 | 1                | 1                 | 2   |
| 25    | AZE Azerbaijão      |                 | 1                |                   | 1   |
|       | GER Alemanha        |                 | 1                |                   | 1   |
|       | VIE Vietnã          |                 | 1                |                   | 1   |
| 28    | CUB Cuba            |                 |                  | 1                 | 1   |
|       | CZE República Checa |                 |                  | 1                 | 1   |
|       | DEN Dinamarca       |                 |                  | 1                 | 1   |
|       | FRA França          |                 |                  | 1                 | 1   |
|       | MEX México          |                 |                  | 1                 | 1   |
| TOTAL | TOTAL               | 89              | 88               | 87                | 264 |

### Livre
| Evento                    | Ouro | Prata | Bronze |
| ------------------------- | ---- | ----- | ------ |
| 50 metros S3 (Detalhes)   |      |       |        |
| 50 metros S4 (Detalhes)   |      |       |        |
| 50 metros S5 (Detalhes)   |      |       |        |
| 50 metros S6 (Detalhes)   |      |       |        |
| 50 metros S7 (Detalhes)   |      |       |        |
| 50 metros S8 (Detalhes)   |      |       |        |
| 50 metros S9 (Detalhes)   |      |       |        |
| 50 metros S10 (Detalhes)  |      |       |        |
| 50 metros S11 (Detalhes)  |      |       |        |
| 50 metros S12 (Detalhes)  |      |       |        |
| 50 metros S13 (Detalhes)  |      |       |        |
| 100 metros S3 (Detalhes)  |      |       |        |
| 100 metros S4 (Detalhes)  |      |       |        |
| 100 metros S5 (Detalhes)  |      |       |        |
| 100 metros S6 (Detalhes)  |      |       |        |
| 100 metros S7 (Detalhes)  |      |       |        |
| 100 metros S8 (Detalhes)  |      |       |        |
| 100 metros S9 (Detalhes)  |      |       |        |
| 100 metros S10 (Detalhes) |      |       |        |
| 100 metros S11 (Detalhes) |      |       |        |
| 100 metros S13 (Detalhes) |      |       |        |
| 200 metros S2 (Detalhes)  |      |       |        |
| 200 metros S3 (Detalhes)  |      |       |        |
| 200 metros S4 (Detalhes)  |      |       |        |
| 200 metros S5 (Detalhes)  |      |       |        |
| 200 metros S14 (Detalhes) |      |       |        |
| 400 metros S6 (Detalhes)  |      |       |        |
| 400 metros S7 (Detalhes)  |      |       |        |
| 400 metros S8 (Detalhes)  |      |       |        |
| 400 metros S9 (Detalhes)  |      |       |        |
| 400 metros S10 (Detalhes) |      |       |        |
| 400 metros S11 (Detalhes) |      |       |        |
| 400 metros S13 (Detalhes) |      |       |        |

| Evento                    | Ouro | Prata | Bronze |
| ------------------------- | ---- | ----- | ------ |
| 50 metros S4 (Detalhes)   |      |       |        |
| 50 metros S5 (Detalhes)   |      |       |        |
| 50 metros S6 (Detalhes)   |      |       |        |
| 50 metros S7 (Detalhes)   |      |       |        |
| 50 metros S8 (Detalhes)   |      |       |        |
| 50 metros S9 (Detalhes)   |      |       |        |
| 50 metros S10 (Detalhes)  |      |       |        |
| 50 metros S11 (Detalhes)  |      |       |        |
| 50 metros S12 (Detalhes)  |      |       |        |
| 50 metros S13 (Detalhes)  |      |       |        |
| 100 metros S5 (Detalhes)  |      |       |        |
| 100 metros S6 (Detalhes)  |      |       |        |
| 100 metros S7 (Detalhes)  |      |       |        |
| 100 metros S8 (Detalhes)  |      |       |        |
| 100 metros S9 (Detalhes)  |      |       |        |
| 100 metros S10 (Detalhes) |      |       |        |
| 100 metros S11 (Detalhes) |      |       |        |
| 100 metros S13 (Detalhes) |      |       |        |
| 200 metros S5 (Detalhes)  |      |       |        |
| 200 metros S14 (Detalhes) |      |       |        |
| 400 metros S6 (Detalhes)  |      |       |        |
| 400 metros S7 (Detalhes)  |      |       |        |
| 400 metros S8 (Detalhes)  |      |       |        |
| 400 metros S9 (Detalhes)  |      |       |        |
| 400 metros S10 (Detalhes) |      |       |        |
| 400 metros S11 (Detalhes) |      |       |        |
| 400 metros S13 (Detalhes) |      |       |        |

### Costas
| Evento                    | Ouro | Prata | Bronze |
| ------------------------- | ---- | ----- | ------ |
| 50 metros S1 (Detalhes)   |      |       |        |
| 50 metros S2 (Detalhes)   |      |       |        |
| 50 metros S3 (Detalhes)   |      |       |        |
| 50 metros S4 (Detalhes)   |      |       |        |
| 50 metros S5 (Detalhes)   |      |       |        |
| 100 metros S1 (Detalhes)  |      |       |        |
| 100 metros S2 (Detalhes)  |      |       |        |
| 100 metros S6 (Detalhes)  |      |       |        |
| 100 metros S7 (Detalhes)  |      |       |        |
| 100 metros S8 (Detalhes)  |      |       |        |
| 100 metros S9 (Detalhes)  |      |       |        |
| 100 metros S10 (Detalhes) |      |       |        |
| 100 metros S11 (Detalhes) |      |       |        |
| 100 metros S12 (Detalhes) |      |       |        |
| 100 metros S13 (Detalhes) |      |       |        |
| 100 metros S14 (Detalhes) |      |       |        |

| Evento                    | Ouro | Prata | Bronze |
| ------------------------- | ---- | ----- | ------ |
| 50 metros S2 (Detalhes)   |      |       |        |
| 50 metros S3 (Detalhes)   |      |       |        |
| 50 metros S4 (Detalhes)   |      |       |        |
| 50 metros S5 (Detalhes)   |      |       |        |
| 100 metros S2 (Detalhes)  |      |       |        |
| 100 metros S6 (Detalhes)  |      |       |        |
| 100 metros S7 (Detalhes)  |      |       |        |
| 100 metros S8 (Detalhes)  |      |       |        |
| 100 metros S9 (Detalhes)  |      |       |        |
| 100 metros S10 (Detalhes) |      |       |        |
| 100 metros S11 (Detalhes) |      |       |        |
| 100 metros S12 (Detalhes) |      |       |        |
| 100 metros S13 (Detalhes) |      |       |        |
| 100 metros S14 (Detalhes) |      |       |        |

### Borboleta
| Evento                    | Ouro | Prata | Bronze |
| ------------------------- | ---- | ----- | ------ |
| 50 metros S5 (Detalhes)   |      |       |        |
| 50 metros S6 (Detalhes)   |      |       |        |
| 50 metros S7 (Detalhes)   |      |       |        |
| 100 metros S8 (Detalhes)  |      |       |        |
| 100 metros S9 (Detalhes)  |      |       |        |
| 100 metros S10 (Detalhes) |      |       |        |
| 100 metros S11 (Detalhes) |      |       |        |
| 100 metros S13 (Detalhes) |      |       |        |

| Evento                    | Ouro | Prata | Bronze |
| ------------------------- | ---- | ----- | ------ |
| 50 metros S6 (Detalhes)   |      |       |        |
| 50 metros S7 (Detalhes)   |      |       |        |
| 100 metros S8 (Detalhes)  |      |       |        |
| 100 metros S9 (Detalhes)  |      |       |        |
| 100 metros S10 (Detalhes) |      |       |        |
| 100 metros S11 (Detalhes) |      |       |        |
| 100 metros S13 (Detalhes) |      |       |        |

### Peito
| Evento                     | Ouro | Prata | Bronze |
| -------------------------- | ---- | ----- | ------ |
| 50 metros SB2 (Detalhes)   |      |       |        |
| 50 metros SB3 (Detalhes)   |      |       |        |
| 100 metros SB4 (Detalhes)  |      |       |        |
| 100 metros SB5 (Detalhes)  |      |       |        |
| 100 metros SB6 (Detalhes)  |      |       |        |
| 100 metros SB7 (Detalhes)  |      |       |        |
| 100 metros SB8 (Detalhes)  |      |       |        |
| 100 metros SB9 (Detalhes)  |      |       |        |
| 100 metros SB11 (Detalhes) |      |       |        |
| 100 metros SB12 (Detalhes) |      |       |        |
| 100 metros SB13 (Detalhes) |      |       |        |
| 100 metros SB14 (Detalhes) |      |       |        |

| Evento                     | Ouro | Prata | Bronze |
| -------------------------- | ---- | ----- | ------ |
| 50 metros SB3 (Detalhes)   |      |       |        |
| 100 metros SB4 (Detalhes)  |      |       |        |
| 100 metros SB5 (Detalhes)  |      |       |        |
| 100 metros SB6 (Detalhes)  |      |       |        |
| 100 metros SB7 (Detalhes)  |      |       |        |
| 100 metros SB8 (Detalhes)  |      |       |        |
| 100 metros SB9 (Detalhes)  |      |       |        |
| 100 metros SB11 (Detalhes) |      |       |        |
| 100 metros SB13 (Detalhes) |      |       |        |
| 100 metros SB14 (Detalhes) |      |       |        |